# Les Folles Aventures de Picasso
Pour plus de détails, voir Fiche technique et Distribution.
Les Folles Aventures de Picasso (Picassos äventyr) est un film suédois réalisé par Tage Danielsson, sorti en 1978.
Il s'agit d'une comédie farfelue, bien différente des faits historiques et de la biographie du peintre. Les faits majeurs de la vie de Picasso, ainsi que les principaux personnages qui l'ont entouré, sont utilisés pour construire une intrigue burlesque qui repose sur des rebondissements, sous forme de chapitres. 

## Fiche technique
- Titre : Les Folles aventures de Picasso
- Titre original : Picassos äventyr
- Réalisation : Tage Danielsson
- Scénario : Hans Alfredson et Tage Danielsson avec la collaboration de Gösta Ekman
- Musique : Gunnar Svensson
- Photographie : Tony Forsberg et Roland Sterner
- Montage : Jan Persson
- Société de production : Svenska Ord et Svensk Filmindustri
- Pays :  Suède
- Genre : Comédie
- Durée : 115 minutes
- Dates de sortie : 
  -  Suède : 20 mai 1978
  -  France : 18 avril 1979
- Affiche : René Ferracci (France)

## Distribution
- Gösta Ekman : Picasso
- Hans Alfredson : le père de Picasso
- Margaretha Krook : la mère de Picasso
- Birgitta Andersson : Madame Ingrid Svensson-Guggenheim
- Bernard Cribbins : Gertrude Stein
- Wilfrid Brambell : Alice B. Toklas
- Lennart Nyman : Henri Rousseau
- Per Oscarsson : Guillaume Apollinaire
- Elisabeth Söderström : Mimi
- Lena Olin : Dolores
- Sune Mangs : Winston Churchill
- Magnus Härenstam : Adolf Hitler

## Commentaires
- Le film utilise une dizaine de langues différentes, dont, entre autres, le suédois, l'anglais, l'allemand, le français, et le russe.